# Расин (Охајо)
Расин (енгл. Racine) град је у америчкој савезној држави Охајо.

## Демографија
По попису из 2010. године број становника је 675, што је 71 (-9,5%) становника мање него 2000. године.
| Група             | 2000.       | 2010.       |
| Белци             | 741 (99,3%) | 661 (97,9%) |
| Афроамериканци    | 1 (0,1%)    | 2 (0,3%)    |
| Азијати           | 1 (0,1%)    | 0 (0,0%)    |
| Хиспаноамериканци | 1 (0,1%)    | 2 (0,3%)    |
| Укупно            | 746         | 675         |